# Manducus greyae
Manducus greyae är en fiskart som först beskrevs av Johnson, 1970.  Manducus greyae ingår i släktet Manducus och familjen Gonostomatidae. Inga underarter finns listade i Catalogue of Life.